# Кончкати (Озургетский муниципалитет)
Кончкати (груз. კონჭკათი) — село в Грузии. Находится в Озургетском муниципалитете края Гурия, на высоте 120 метров над уровня моря и является центром сельской общины (сёла Кончкати и Гантиади). Село расположено на Насакиральской возвышенности, в ущелье реки Супса.
Расстояние до Озургети — 14 км.

## История
Колхоз имени Чарквиани
В советские годы в селе действовал колхоз имени Чарквиани (председатель — Владимир Етифанович Костава). В этом колхозе трудились Герои Социалистического Труда агроном Владимир Гигоевич Тугуши, бригадир Григорий Моисеевич Мокия, колхозницы Надя Александровна Гогатадзе, Кето Алексеевна Гогуадзе и Циала Забиловна Готуа.

## Население
По результатам переписи 2014 года в селе жило 805 человек, из них большинство грузины.

## Достопримечательности
В Кончкати находится православная церковь, внешне повторяющая архитектуру церкви в селе Джумати Озургетского муниципалитета. Также неподалёку от села расположена крепость Катисцихе.